# Río Escarra
El río Escarra es un río del noroeste de España, el primer afluente del río Gállego por la derecha que discurre por el pirenaico Valle de Tena, en la provincia de Huesca, Aragón.
Nace en la Punta de Escarra (Sierra de la Partacua) a unos 1700 metros de altitud, desembocando en el Gállego en las inmediaciones de la localidad de Escarrilla (a la que da nombre). Cuenta con un embalse en su tramo medio, también denominado Escarra, además de numerosos saltos de agua a lo largo de todo su recorrido, siendo el más popular de ellos el conocido como "o saldo".
Su cauce entre la presa de Escarra y O saldo es una ruta habitual para la práctica del barranquismo.

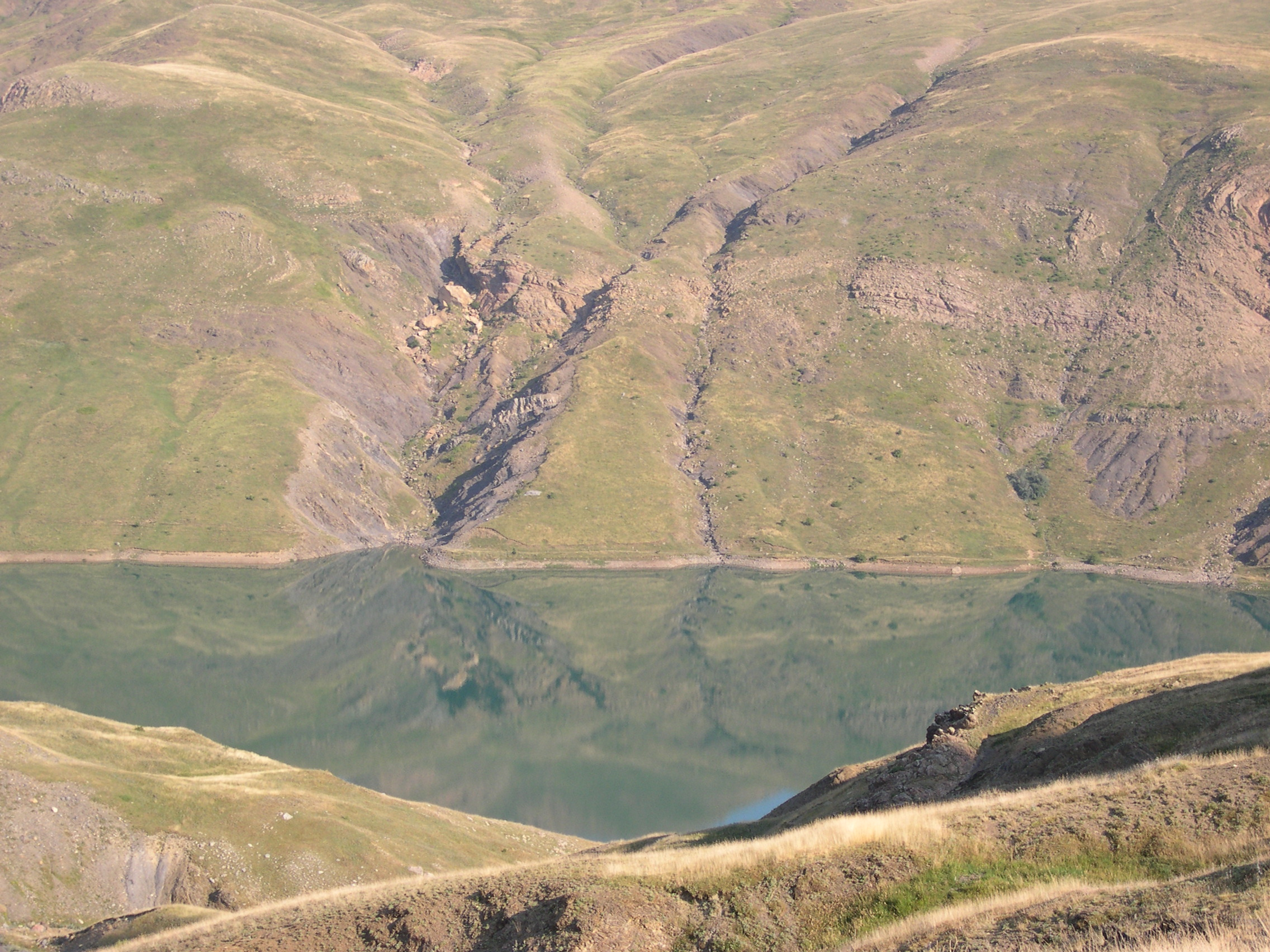
Embalse de Escarra.